# مغزلية ناخرة
مغزلية ناخرة (الاسم العلمي: Fusobacterium necrophorum) هي نوع من البكتيريا يتبع جنس المغزلية من الفصيلة المغزلية.